# Neobrachiella rotunda
Neobrachiella rotunda är en kräftdjursart som först beskrevs av Arthur Sperry Pearse 1952.  Neobrachiella rotunda ingår i släktet Neobrachiella och familjen Lernaeopodidae. Inga underarter finns listade i Catalogue of Life.